# Ren'Py
Ren'Py Visual Novel Engine è un software libero che facilita la creazione di visual novel, una forma di narrazione mediata dal computer. Il termine Ren'Py è una parola macedonia composta da ren'ai (恋愛?) la parola giapponese per "amore romantico" e Python, il linguaggio di programmazione utilizzato dal software.

## Caratteristiche
Ren'Py include la possibilità di creare storie ramificate, salvare file system, ripristinare i punti precedenti della storia, una varietà di transizioni di scena, DLC e così via. Il motore consente anche la riproduzione di filmati sia per i film a schermo intero che per gli sprite animati, l'animazione in-engine (utilizzando il "linguaggio di animazione e traduzione" o ATL integrato) e l'animazione completa e la personalizzazione degli elementi dell'interfaccia utente tramite "Screen Language". Gli script Ren'Py possono includere anche blocchi di codice Python per consentire agli utenti esperti di aggiungere nuove funzionalità proprie. Inoltre, sono stati inclusi strumenti per offuscare gli script e archiviare le risorse di gioco per mitigare la violazione del copyright.
Ren'Py è costruito su pygame, che è costruito con Python su SDL. Ren'Py SDK è ufficialmente supportato su Windows, versioni recenti di macOS e Linux; e può essere installato tramite i gestori di pacchetti delle distribuzioni Linux Arch Linux, Ubuntu, Debian e Gentoo (in overlay sperimentale). Ren'Py permette di creare giochi per Windows, macOS, Linux, Android, OpenBSD, iOS e HTML5 con WebAssembly.

## Accoglienza
Ren'Py è stato consigliato come motore di creazione di videogiochi da diversi punti vendita, tra cui Indie Games Plus, MakeUseOf e The Guardian. È stato utilizzato nelle lezioni della Carnegie Mellon School of Art e presso l'Università Tunku Abdul Rahman in Malaysia, e come strumento per l'alfabetizzazione informatica.